# Juxtapose
Albums de Tricky
Angels with Dirty Faces
(1998) Blowback
(2001)
Juxtapose est le cinquième album du rappeur / producteur de Bristol (Angleterre) Tricky, en collaboration avec DJ Muggs et Grease, et sorti en 1999. Cet album est sorti en version limitée avec un CD en bonus.

## Titres
| #   | Titre                        | Durée |
| --- | ---------------------------- | ----- |
| 1.  | For Real                     |       |
| 2.  | Bom Bom Diggy                |       |
| 3.  | Contradictive                |       |
| 4.  | She Said                     |       |
| 5.  | I Like The Girls             |       |
| 6.  | Hot Like A Sauna             |       |
| 7.  | Call Me                      |       |
| 8.  | Wash My Soul                 |       |
| 9.  | Hot Like A Sauna (metal mix) |       |
| 10. | Scrappy Love                 |       |